# NGC 3113
NGC 3113 je galaksija u zviježđu Zračnoj pumpi. Otkrio ju je John Herschel 5. veljače 1837. godine.

## Vanjske poveznice
- SEDS: NGC 3113